# 手術台

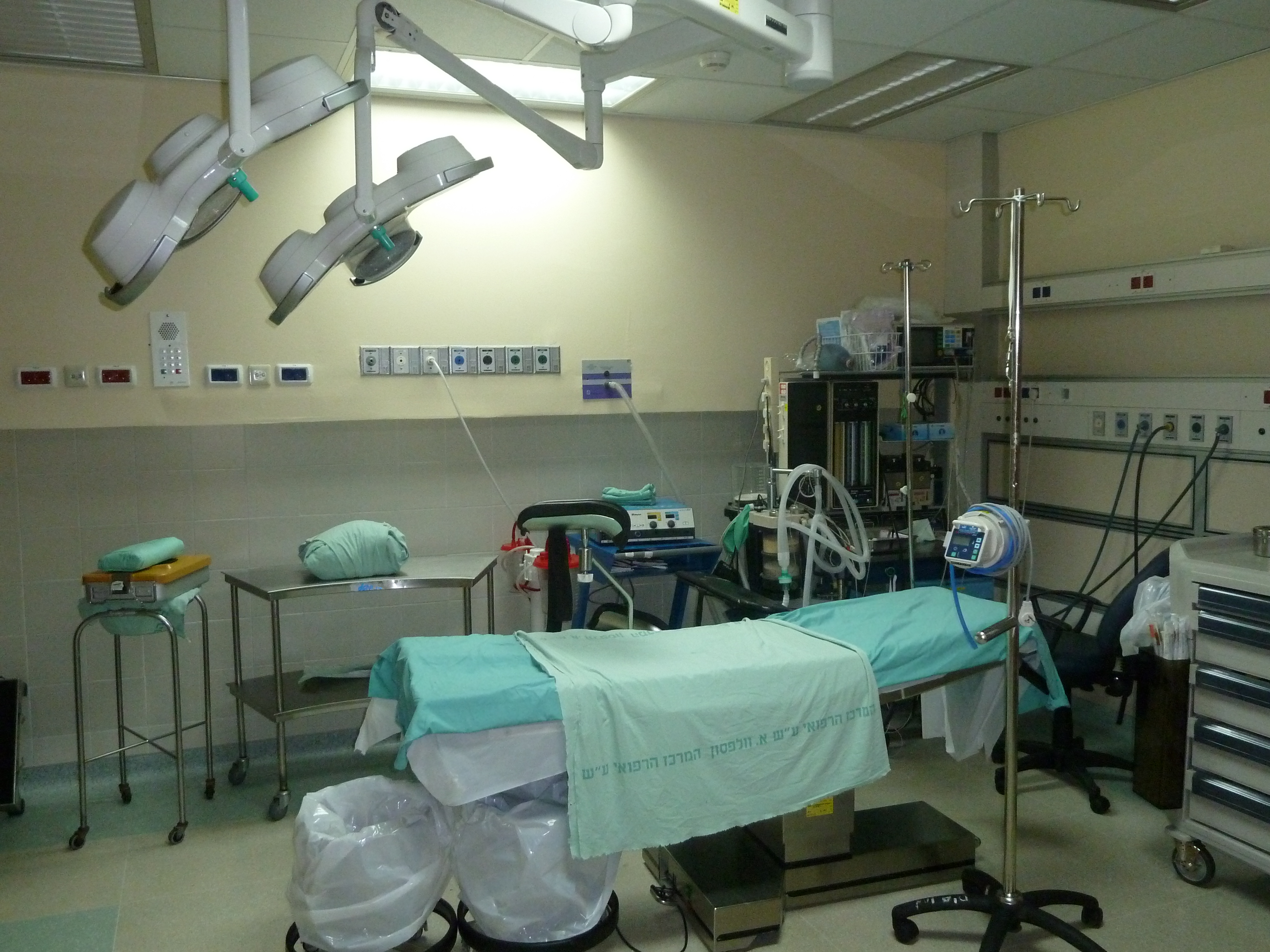
手術台（ウルフソン・メディカル・センター　イスラエル）

手術台（しゅじゅつだい）とは手術に必要な体位を取るための台である。

## 構造
手術台の基本構造は患者を寝かせるテーブルトップ（臥床板）、これを支えるための支柱（コラム）と基台（ベース）からなる。
手術台は手術に必要な体位を取れるように高さ、傾き（前後・左右）、頭板、背板、腰板、脚板、手台などが独立して調整できる。これは術式によって頭部、背部、腰部、脚部など部分的に高さなどの体位を変更できるようにするためである。調整機構は電動機を用いて歯車を回転させるものや、油圧シリンダーを使うものなどが主流である。コンピューター導入後は複雑な形状を記憶し、復帰ボタンで元の水平位に戻せる機能が付加されるようになった。
手術台は構造によって一体式と分離式に分けられる。一体式はテーブルトップと支柱部が一体となったもので、患者は手術室まで移動してから手術台に乗り移る。分離式はテーブルトップと支柱部が分離するもので、手術室の外で患者をテーブルトップに移乗させ術前処置を終わらせてそのまま手術室に入ることができる。値段は一体式より分離式の方が高い傾向にあるが、患者の手術室への入退室の方法によって一体式と分離式のどちらを採用するか分かれる。

## 歴史
外科手術が19世紀後半から行われるようになり、当時は手術台に木製の椅子や長方形の台が用いられていた。20世紀に入ると鋼製の手術台が製造されるようになる。その後、海外ではテーブルトップが上下できるものが開発された。ドイツのマッケ社が1840年に開発した木製の手術台が世界で初の外科用手術台と言われる。その後、同社は1902年に油圧で高さ調整をできる手術台、1938年に頭部手術用手術台、1958年に電動モーター式手術台を開発し、手術台メーカーをリードした。マッケ社は1964年に様々な手術で対応できる世界初の分離式手術台を開発した。
日本国内では明治40年代から国産として製造が始まった。第一次世界大戦中は輸入が困難となったため、国産化が促進され、様々な手術台が開発されるようになった。ここまでは輸入品を参考として国産品の開発・製造が行われてきたが、日本国内での本格的な開発は朝鮮戦争以後になる。当時の日本の手術台は歯車式のハンドルで操作していたが、1959年（昭和34年）に瑞穂医科工業（現在のミズホ）が全油圧駆動式手術台を開発した。ミズホはその後、1968年（昭和43年）に電動全油圧駆動手術台、1976年（昭和51年）にこの電動全油圧駆動手術台に分離式機能を加えた手術台を開発した。
電動式の導入が進んだ契機として、吸入麻酔薬の改良・普及により引火・爆発の危険性が去ったことである。

## 取り扱い
手術前には患者が必要な体位を取れるか事前に確認し、必要に応じて付属品を準備する必要がある。
手術台の台座を移動させた時は必ず固定しているか確認しなければならない。これを怠ると、移乗時や手術時に手術台が動いて事故に繋がる。また、体位変換時も重心の移動で手術台が不安定になりやすく、手術台の転倒などで事故の恐れがある。
手術台は台座も含め、全て表面を清拭・消毒する。この時、マットレスも取り外して下の部分も消毒できるようにする。

## 保守点検
使用の前後は手術台の点検を行う必要がある。定期的に性能を維持できているか、測定器などを用いて点検する。調整や部品の交換などが必要であればメーカーに依頼する。
- マットレス - 汚れや破損がないか[6]。
- テーブルトップの緩み - 可動部分を持ち、前後・左右・上下に揺すった時にがたつきがないか[6]。
- テーブル板 - 汚れや破損がないか[6]。頭部板や脚板を外した時、落下で非金属部品が破損していることもある[6]。
- 操作ボックス - スイッチを順次押し、全てのボタンが正常に機能するか[6]。
- 油漏れ - 床や手術台の台座部分に油汚れがないか[6]。
- 電源コードおよびプラグ - 電源コードの被覆のよじれや破れ、プラグの破損はないか[6]。

## 関連機器

### 手術患者移載装置
スタッフが患者を不自然な姿勢で持ち上げることをなくし、患者へのショックを低減させるために移乗を支援する機器である。
はじめは清潔を維持するために手術室の入口で病院ベッドから分離式手術台に載せ替えを行うためのオープン型ハッチウェイシステムが開発された。病院内の限られたスペースでも用いられるよう、また作業の効率を向上するために現在ではストレッチャーに簡便な手動式の載せ替え機能を追加した手術患者移載装置が普及した。また、患者を自動で載せ替えでき、ストレッチャーにはパワーアシスト機能を追加した手術患者移載装置も用いられるようになった。

### 褥瘡予防マットレス
患者は長時間、同じ体位で硬い手術台の上に寝かされるため、褥瘡を防ぐ方策が必要である。そのため、圧迫障害が生じやすい部位を守るため、フォームラバーや柔軟プラスチックマットレス、エアーマットレスに工夫が施され、足関節の尖足防止具も実用化された。

### 体温調整ブランケット
患者の体温を維持・調整するために温水・冷水を通したブランケットを手術台に敷いて使用する。サーミスタで測った体温から温水・冷水をサーボメカニズムで自動調整する。